# Труновське (Новосибірська область)
Труновське (рос. Труновское) — населений пункт (тип: станція) у Барабінському районі Новосибірської області Російської Федерації.
Входить до складу муніципального утворення Щербаковська сільрада. Населення становить 141 особа (2010).

## Історія
Згідно із законом від 2 червня 2004 року органом місцевого самоврядування є Щербаковська сільрада.

## Населення
| 2002 | 2007 | 2010 |
| ---- | ---- | ---- |
| 195  | ↘177 | ↘141 |